# Federica Mogherini
Federica Mogherini (n. 16 iunie 1973, Roma, Italia) este o politiciană italiană. Absolventă de științe politice de la Universitatea Sapienza din Roma, Mogherini a deținut funcția de ministru de externe al Republicii Italiene. La 30 august 2014, Mogherini a fost aleasă de Consiliul European în funcția de Înalt Reprezentant al Uniunii pentru Afaceri Externe și Politică de Securitate. Federica Mogherini fusese criticată anterior de către statele estice pentru lipsa de experiență și pentru poziția prietenoasă față de Federația Rusă.